# Fanatiz
Fanatiz es un servicio de streaming global de contenidos deportivos que ofrece eventos y canales en vivo y bajo demanda a través de múltiples dispositivos. Se lanzó el 12 de septiembre de 2017 y ha transmitido competencias tales como: la Copa Libertadores de América, la Copa Sudamericana, la Liga de Argentina, la Liga de Brasil, la Liga de Chile, la Liga de Colombia, Liga MX de México y más. 
Actualmente es el servicio exclusivo de streaming a nivel global del Brasileirao, Primera División del Perú y la Liga Profesional de Futbol.
Fanatiz es la plataforma de streaming para audiencia hispanoahablante más grande de los Estados Unidos. Es proporcionada por la empresa de medios deportivos FZ Sports (también con sede en Miami y oficinas en Santiago, Chile).
La sede de Fanatiz y de Fz Sports es 600 Brickell Avenue, 19th Floor, Miami, Florida.

## Historia

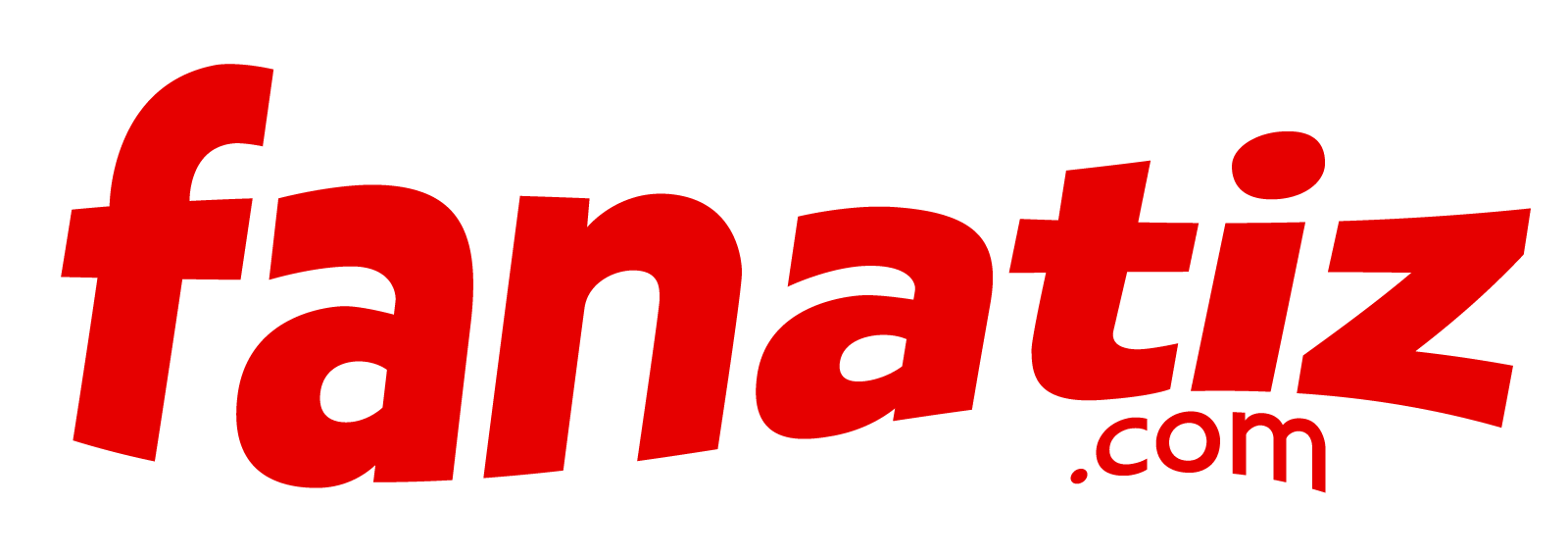
Logotipo antiguo desde 2017 hasta junio de 2020

Fanatiz fue fundado en 2016 por Matías Rivera, Raúl Rivera y David Belmar. Con foco en la comunidad global de latinoamericanos expatriados, comenzó sus transmisiones en septiembre de 2017 con la Superliga Argentina de Fútbol, la Copa Argentina, la Liga MX de México, la Liga de Fútbol de Perú, el Liga de Chile, la Copa Chile y la Supercopa de Chile. 
Durante 2018, Fanatiz incorporó a su oferta de contenidos: La Copa Libertadores y la Sudamericana, el Brasileirao y los partidos de Bolívar de Bolivia como local. Además, sumó la programación completa de TyC Sports Internacional, convirtiéndose en partner del canal argentino líder en deportes en su expansión fuera de América; la programación completa del Canal del Deporte Olímpico de Chile (CDO); y la programación completa de RCN Nuestra Tele Internacional, incluidos los partidos de la Liga Águila. 
Entre los eventos más destacados del 2018, Fanatiz transmitió las finales entre River y Boca por la Supercopa Argentina y la histórica Copa Libertadores 2018. Además, emitió las finales de la Copa Sudamericana, la Copa Argentina, la Liga MX, la Liga Águila y la consagración de Palmeiras en el Brasileirao y Boca en la Superliga Argentina 2017/18.
A comienzos de 2019, Fanatiz sumó a la señal de Golf Channel para toda América Latina, convirtiéndose en su único partner para el sector OTT-Only, las señales de BeIN Sports y Gol TV para Estados Unidos, renovando las transmisiones de la Copa Libertadores y Sudamericana y añadiendo además los partidos de la Liga de España, la Copa del Rey, la Ligue 1 de Francia, la liga Pro de Ecuador, la Liga de Portugal y todo el contenido disponible a través de sus señales.  
En 2020, Fanatiz sumó las señales de Tigo Sports para todo el mundo (a excepción de Guatemala) añadiendo con esto los partidos de la Liga de Nicaragua. Otro logro muy importante de Fanatiz en este mismo año fue lograr sumar al canal RAI Internacional para toda América Latina quedándose por ende con la Serie A, y además añadiendo por primera vez canales deportivos de clubes siendo los primeros Inter TV y Lazio TV que formarian parte de su nuevo pack "Club Italia". A mediados de 2020 Fanatiz logró un importante acuerdo con AFA y CBF para convertirse en el distribuidor global del Brasileirao y la Liga Profesional de Futbol. A raíz de esto Fanatiz estreno 2 packs exclusivos, el pack "Brasileirao Play" y "AFA Play". El primero permite el acceso a todos los partidos de la serie A y B del futbol brasileño, highlights, entrevistas y contenido exclusivo, mientras que el segundo permite el acceso a todos los partidos de la primera división de Argentina (junto a TyC Sports Internacional), highlights, entrevistas y contenido exclusivo de la selección Argentina. Junto a lo ya mencionado incluye la Copa Argentina y la Supercopa Argentina (exclusivamente por TyC Sports Internacional) además de cualquier competencia profesional que se sume a las ya mencionadas en el calendario del fútbol argentino.  
A inicios del 2021, Fanatiz sumo la señal de CentroAmérica TV añadiendo la Liga de Honduras, El Salvador y Costa Rica.  Además, Fanatiz adquirió la señal de Perú Mágico para España y toda América (a excepción de México y Perú) pudiendo volver a transmitir todos los partidos de la Liga de Perú (junto a GolTV) y sumando todo el contenido disponible de dicha señal mencionada.  A mediados de 2021 Fanatiz sumó las señales deportivas del Sevilla y Real Madrid de España, respectivamente sus canales se pueden ver como Sevilla TV y Real Madrid TVen la plataforma, y también agregó las señales de Todo Noticias y Dugout junto con todo el contenido de estas señales en Estados Unidos, Puerto Rico y Canadá. Sin duda lo más destacable que tuvo en 2021 Fanatiz fue la suma de una gran cantidad de contenido deportivo a sus filas en México gracias a la adición de las señales de Fox Sports y Claro Sports para dicho país, volviendo a transmitir la Liga MX y sumando muchas ligas y competencias de suma reelevancia como la Liga MX Femenil, Liga Expansión MX, UEFA Europa League, MLS, CONMEBOL Libertadores, CONCACAF Champions League y la Bundesliga. Además de dichas competencias Fanatiz sumo todo el contenido deportivo de estas señales entre lo que se destaca la transmisión de los Juegos Olímpicos de Tokio 2020 (primera vez que se transmiten dichos juegos en la plataforma), la Fórmula 1 y UFC entre otros exclusivamente para México.
En 2022 Fanatiz suma las señales de ATA Football y Next Level Sports junto con toda su programación, añadiendo así la transmisión de todos los partidos de la FA Women's Super League y la Division 1 Féminine para Estados Unidos siendo este el segundo y tercer torneo de futbol femenino respectivamente que agrega a su servicio de streaming.

## Controversias

### Precios exagerados y baja valoración de la aplicación
En la actualidad Fanatiz cuenta con una de las más bajas valoraciones en el rubro de aplicaciones de streaming deportiva tanto en la app store de iOS (calificación de apenas 3 estrellas y media) como en la de Android (promedio de 2,6) debido a los múltiples fallos que se reportan de la aplicación en ambas plataformas. Según las quejas de los suscriptores, el mayor motivo de crítica se debe a las recurrentes interrupciones que se dan durante la transmisión de diferentes encuentros que proveé Fanatiz y la no solución de ello. A pesar de que durante sus inicios Fanatiz se definía como una alternativa costeable frente a la competencia la realidad es que, para finales de 2020, el precio que tienen los diferentes planes de Fanatiz es más alto que cualquier alternativa, incluso sorpresivamente se ofrecian partidos de las Eliminatorias Sudamericanas Catar 2022 como PPV a US$30 por partido (válido solamente en Estados Unidos y Puerto Rico), algo que dejó sorprendido a varios clientes y que debido a la baja cantidad de clientes se decidió dejar de ofrecer dichos partidos a tan solo 2 meses de haberse estrenado esta posibilidad. Además, desde fines de septiembre de 2022 dejó de ofrecer su prueba gratuita de 7 días algo que también lo marca (de mala manera) respecto a servicios similares de competencia (fuboTV, Vix, DAZN, etc), los cuales cuentan con una mayor calificación.

## Soporte
Fanatiz está disponible en calidad 1080p HD en una amplia variedad de dispositivos, incluyendo ordenadores / ordenadores portátiles, dispositivos móviles, tabletas y receptores digitales. La aplicación de Fanatiz está disponible para dispositivos móviles y tabletas Android a través de la tienda Google Play y en dispositivos iOS, incluido iPhone y iPad.
Fanatiz también está disponible en dispositivos conectados que incluyen Amazon Fire TV, Chromecast, Roku, Android TV y Apple TV. Y en todos los ordenadores a través de la web www.fanatiz.com, con los navegadores compatibles (preferentemente Google Chrome, Mozilla Firefox, Internet Explorer, Microsoft Edge, Safari y Opera).
| Producto                                  | Fabricante | Tipo                    |
| ----------------------------------------- | ---------- | ----------------------- |
| Apple TV                                  | Apple      | Concentrador multimedia |
| Amazon Fire TV                            | Amazon     | Concentrador multimedia |
| Roku TV                                   | Roku       | Concentrador multimedia |
| Chromecast                                | Google     | Concentrador multimedia |
| Android TV                                | Android    | Todos                   |
| iPhone e iPad                             | Apple      | Dispositivo Móvil       |
| Teléfonos inteligentes y Tabletas Android | Todos      | Dispositivo Móvil       |
| Ordenadores                               | Todos      | Ordenador               |